# بطولة تونس لكرة السلة للرجال 1959–60
بطولة تونس لكرة السلة للرجال 1959–60 هو الموسم رقم 5 من بطولة تونس لكرة السلة للرجال.

فاز بهذا الموسم طلائع تونس.

## روابط خارجية
- الموقع الرسمي للجامعة التونسية لكرة السلة.